# Dieter Frowein-Lyasso

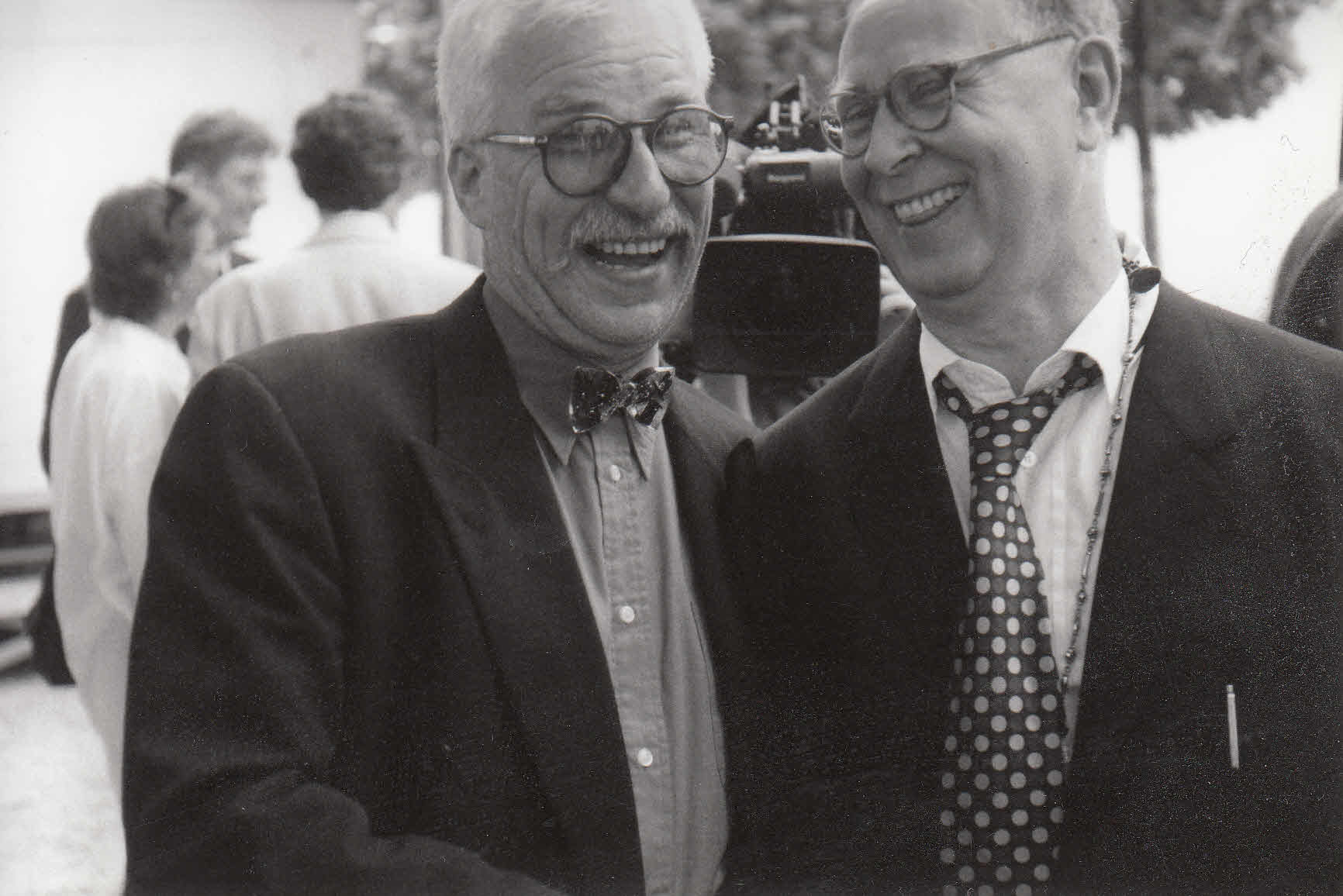
Dieter Frowein-Lyasso und Sigmar Polke

Dieter (auch: Diter, Moritz) Frowein-Lyasso (* 6. Juli 1945 in Lüdenscheid; † 17. Oktober 2013 in Köln) war ein deutscher Unternehmer, Kunstsammler, Künstler und Mäzen.
Er war seit 1983 Eigentümer des Künstlerfachgeschäftes „Tutti Paletti“ in der Kölner Südstadt. Im Rahmen dieser Geschäftsführung hatte Frowein-Lyasso die Gelegenheit, zahlreiche Künstler und Kunststudenten der Kölner Werkschulen (FH Kunst und Design) und deren Arbeiten kennenzulernen. Frowein-Lyasso förderte viele dieser Künstler, indem er frühe Werke von ihnen erwarb. Viele dieser Studenten sind später namhafte Künstler geworden, den meisten blieb Frowein-Lyasso sein Leben lang freundschaftlich verbunden.
Auch die freien Theater der Stadt Köln sponserte Frowein-Lyasso. Sein besonderes Interesse galt dem ebenfalls in der Kölner Südstadt gelegenen Theater der Keller und der an dieses Theater angeschlossenen „Schauspielschule der Keller“. Seit 2009 war er stellvertretender Vorsitzender des Fördervereins des Theaters.

## Leben

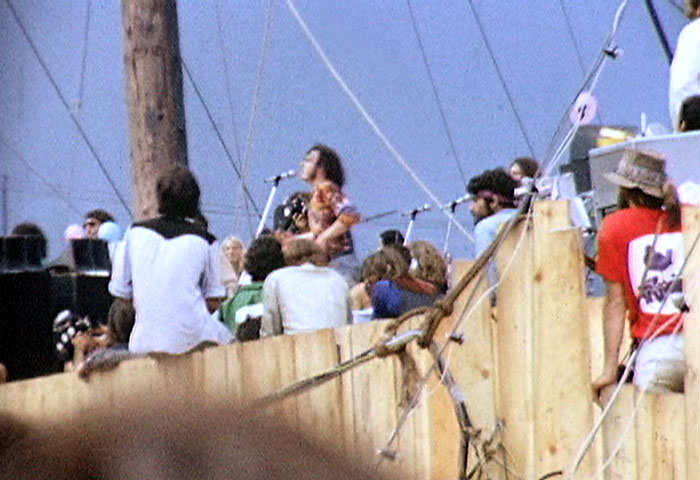
1969 sah Frowein-Lyasso Joe Cockers Auftritt bei dem Woodstock-Festival.

Dieter Frowein-Lyasso wurde 1945 unehelich geboren und lebte bis zu seiner Volljährigkeit in einem evangelischen Heim. Nach seiner Heimzeit verpflichtete er sich für vier Jahre bei der Bundeswehr. Sein Entlassungsgeld nutzte er 1969 zu einer ersten Fernreise und flog zum später legendär gewordenen Woodstock-Festival in die USA.
Aus den USA zurück zog er nach Köln und erlernte dort den Beruf des Schriftsetzers. Im Anschluss an seine Lehre arbeitete er in einer Werbegrafikfirma. Als er 1983 betriebsbedingt gekündigt wurde, nutzte er seine Ersparnisse, um das wirtschaftlich ums Überleben kämpfende Künstlerfachgeschäft Tutti Paletti zu übernehmen. Die Geschäftsführung bekleidete er auf den Tag genau 30 Jahre lang. Ende der 1990er Jahre lernte er seine österreichischen Halbgeschwister kennen und hielt fortan Kontakt. Um 2000 änderte er seinen Namen von Dieter in Diter. Später nannte er sich Moritz.

### Tutti Paletti

Originales Firmenschild mit der 1990 angelegten zweiten Farbgestaltung (Acryl auf Eisen)

Der mit einem Pinsel gemalte Schriftzug war das Markenzeichen

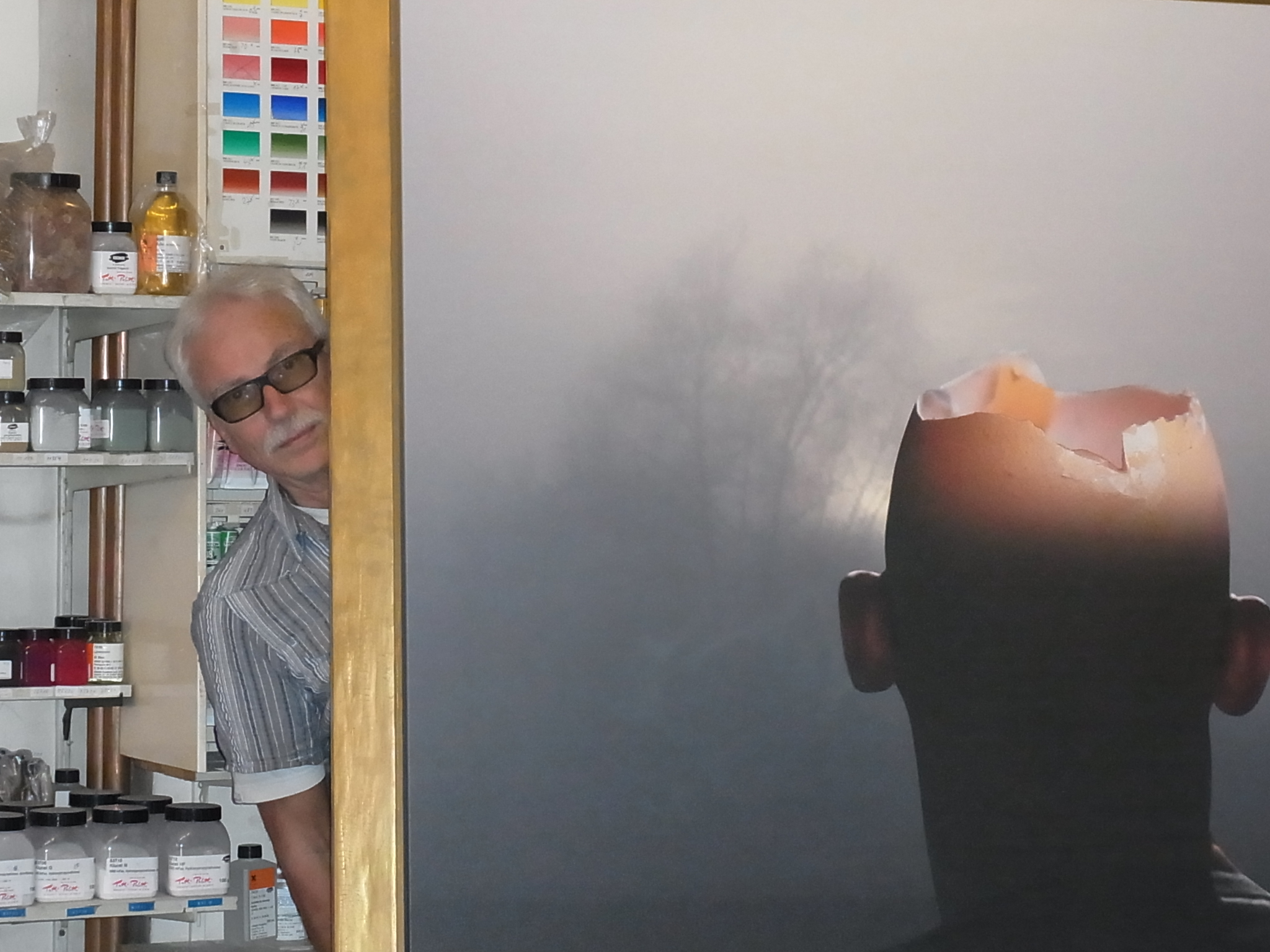
Das Aufspannen großformatiger Leinwände bereitete Dieter Frowein-Lyasso nur sehr selten Kopfzerbrechen.

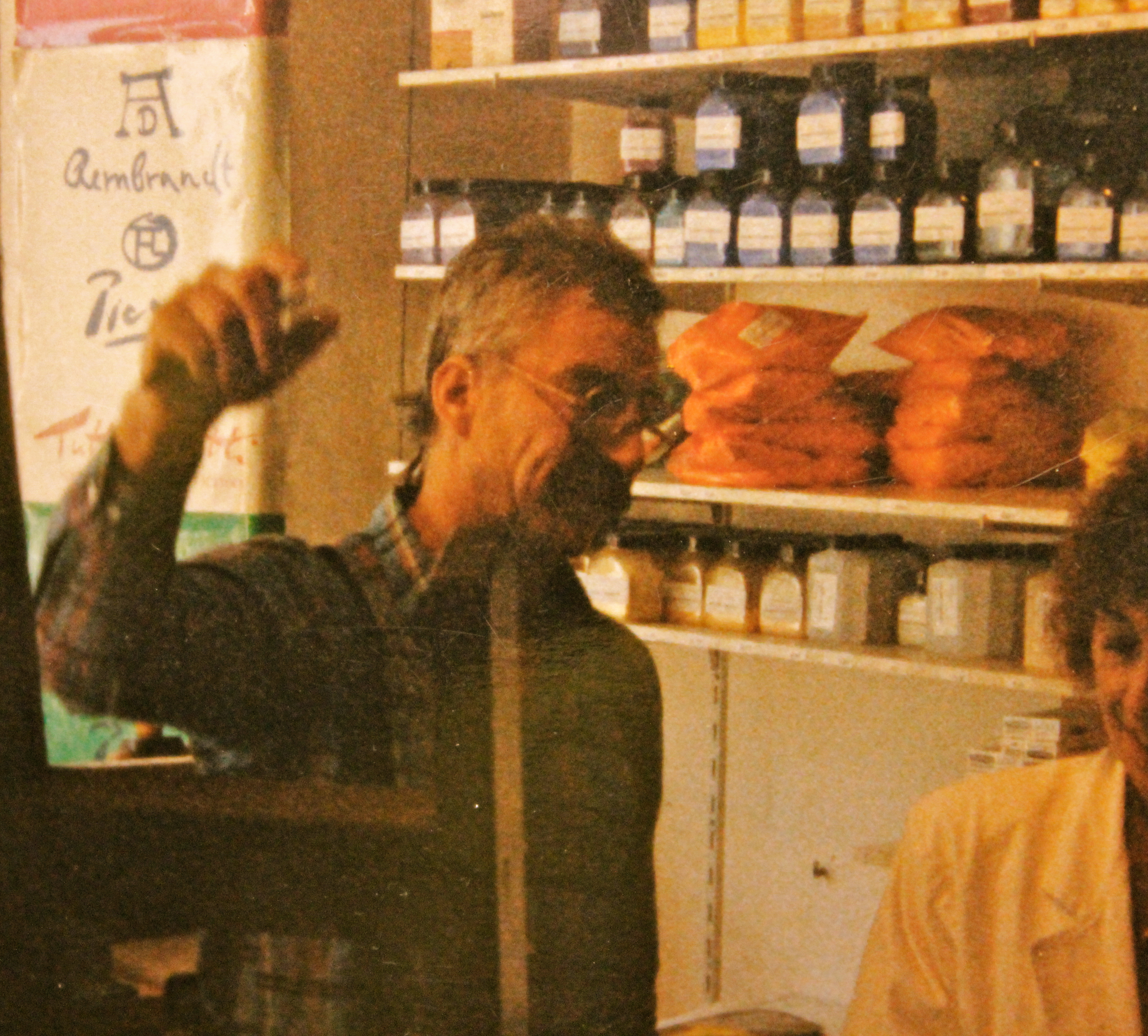
Dieter Frowein-Lyasso bei einem Verkaufsgespräch, im Hintergrund eigene Werbeplakate und das Pigmentregal

Das Anfang der 1980er Jahre in der Kölner Südstadt gegründete Fachgeschäft wurde nach wenigen Jahren von Frowein-Lyasso übernommen. Der nur etwa 40 Quadratmeter große Laden wurde von fast allen namentlich bekannt gewordenen malerisch wirkenden Kölnern der letzten drei Jahrzehnte frequentiert und war eine Stätte gegenseitig inspirierenden Austausches.
Den Namen Tutti Paletti hat der Besitzer des denkmalgeschützten Hauses, der Kölner Restaurator Georg Maul an einem weinseligen Abend eher zufällig kreiert. Als nach langer Diskussion sich Die Palette als Namensfindung abzeichnete hat er gesagt: „Dann ist ja endlich alles tutti Paletti“, und der Name war augenblicklich gefunden.
Den Schriftzug auf dem Firmenschild kreierte der erste Besitzer des Ladens Konstantin Freiherr von Humboldt und Dachröten mit freiem, der Kalligraphie entlehnten Pinselstrich. Als Farbkombination wählte von Humboldt einen zinnoberrotenen Schriftzug auf hellem Lapislazuligrund. Die ersten Werbeplakate entwarf Jacky Beumling, der spätere so genannte „Künstler-Prinz“ Karneval von Köln Jacky I. (2007); er wählte zu diesem Zweck handschriftliche Signaturen bekannter Künstler aus, die er übereinanderstehend anordnete (u. a. Albrecht Dürer, Rembrandt und Picasso).
Als das Schild 1990 erste Abwitterungen aufwies, änderte ein Kirchenmaler in Absprache mit Frowein-Lyasso die Farbigkeit, der freie Schriftzug blieb aber unverändert erhalten. Fortan leuchtete auf dem metallenen Ladenschild ein karminroter Schriftzug auf ultramarinem Grund. Diese Farbkombination fungierte bis zur Schließung von Tutti Paletti am 1. Mai 2013 als Markenzeichen des Künstlerfachgeschäftes.
Als Dieter Frowein-Lyasso das Fachgeschäft übernahm, gestaltete er es durch anders gewählte Artikelauswahl um. Er erzielte vor allem durch die Generalvertretung für die Kremer Pigmenteartikelserie für den Kölner Raum einen großen wirtschaftlichen Erfolg.
Die Räumlichkeit wurde von einem im Zentrum stehenden ehemaligen Seziertisch dominiert, hierauf wurden die Leinwände zurechtgeschnitten, und Frowein-Lyasso nutzte diesen auch als Standfläche, wenn er Großformate bespannte. Seinen eigenen Angaben zufolge war ein sieben Meter langer Bildgrund für Lucy McKenzie sein größtes „Meisterwerk“.
Frowein-Lyasso war fast täglich anwesend, und neben fachkundiger Beratung war seine Spezialität das Aufspannen von Keilrahmen – dies galt vor allem für besagte Großformate. Oft wurden auch bereits bemalte Leinwände, die sich auf minderwertigen Rahmen verzogen hatten, in den Laden gebracht und auf die qualitativ hochwertigen Keilrahmen gespannt, die von einem niederrheinischen Schreiner angefertigt wurden.
Auf Bestellung gab es auch Sondergrößen, Sonderdicken oder auch Rund- und Ovalformate. Die bemalten Bilder wurden auf einer Staffelei bis zur Abholung verwahrt, dadurch gab es im Tutti Paletti eine im Leistungsspektrum sehr breitgefächerte, dauerhafte Wechselausstellung. Zahlreiche seiner aufgespannten Leinwände zieren heute die Wände großer Privatsammlungen oder auch namhafter Museen.
Er arbeitete auch selbst künstlerisch, jedoch nur sehr selten auf Leinwand. Er verfremdete Alltagsgegenstände oder nutzte Teppiche als Malgrund, und des Öfteren verwendete er eigene Fotografien innerhalb seiner Objektkunst. Durch jahrelange Hartnäckigkeit gelang es ihm, der sehr zurückgezogen in Paris lebenden Marlene Dietrich ein Autogramm abzubetteln, und widmete diesem Kleinod gleich ein großformatiges Kunstwerk.

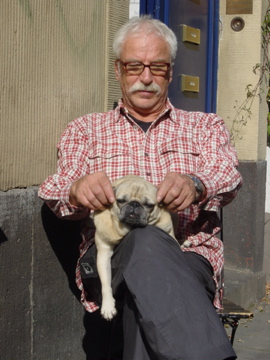
Dieter Frowein sonnt sich mit einem verwahrten Mops vor seinem Laden

Von Beginn an förderte Frowein-Lyasso zahlreiche Künstler, deren Malkunst ihm gefiel. Er erwarb von diesen Frühwerke oder erteilte auch mal Auftragsarbeiten (Porträt), beispielsweise von Oliver Jordan und dem seit Anfang der 1990er in New York wirkenden David D. Stern. Da Frowein-Lyasso regelmäßig zu Ausstellungseröffnungen oder Kunstmessen ging, wurde er mit einigen Sammlern und Galeristen bekannt. Es gelang ihm, diese auf Künstler aufmerksam zu machen, die in seinem Laden verkehrten. Eine Zeitlang handelte er auch mit den Bildern seiner Kunden, deren Ausstellungskataloge im Tutti Paletti eingesehen werden konnten.
Der Windfang des Ladens fungierte als Litfaßsäule der schönen Künste. Ausstellungen wurden hier angekündigt, Atelierplätze wurden gesucht oder gefunden, der UnterbezirksDada gab höchstpersönlich von seinen Plakaten seine Weisheiten kund, und unendlich viele Zeichenkurse sowie Malkurse, darunter auch solche, die für wenig Geld nackte Frauen enthielten, warben dort um Interessenten.
Frowein-Lyasso sponserte auch regelmäßig die Verpflegung bei den ersten Vernissagen seiner Kunden, die deren Studentenetat überforderten. Fehlten einem noch unbekannten Künstler die Worte für den Ausstellungskatalog, klopften diese ebenfalls gerne bei Tutti Paletti-Ditta an, und dann war ganz schnell alles paletti. Nicht selten wurden Frowein-Lyasso Kinder oder Hunde zur kurzzeitigen Verwahrung anvertraut, einen Malblock und Buntstifte gab es bei Kindern gratis dazu.
Eine Doppelglastür führte hinter der Verkaufstheke zu einem kleinen schattigen Innenhof, der gemeinsam von seinen Kunden und der Belegschaft einer angrenzenden Restaurierungswerkstätte genutzt wurde. Moderne Kunst traf hier auf historische Techniken, und die Materialauswahl für so manches Meisterwerk erfolgte hier, direkt neben einem kleinen, wenn auch nur gelegentlich tröpfelnden Brunnen.
Maler, Restauratoren, Grafiker, Künstler, Bildhauer, Kirchenmaler, Tischler, Galeristen, Kunstsammler, Mäzene, Designer, Geigen- sowie Orgelbauer, aber auch die Ahlvunnevvenan und Pigmentfetischisten saßen hier zusammen, tranken frisch gebrühten Kaffee, diesen natürlich für lau, hielten Schwätzchen oder beteiligten sich an den Carromturnieren, die einige Sommer lang fast täglich hier stattfanden.
Zu seinen Kunden zählten auch viele Vertreter der Neuen Wilden, darunter Adamski und Dokoupil. Mitte der 1980er zog Wolfgang Niedecken mit seiner Familie in ein gegenüberliegendes Haus und der Rockmusiker entdeckte durch die räumliche Nähe zu Tutti Paletti sein malerisches Talent wieder. Cornel Wachters Atelier befand sich direkt um die Ecke, in unmittelbarer Nähe zur Ulrepforte gelegen. Wachter fungierte 1984 Tutti Paletti zur Kommandozentrale seines UnterbezirksDada um.
1986 bescherte Tutti Paletti die XLII. Biennale di Venezia einen ersten Großauftrag. Der Kölner Maler Sigmar Polke vertrat dort die Bundesrepublik Deutschland und bestellte 40 Leinwände, um darauf mit einem neuen Material (Lack) zu experimentieren. Aus Venedig zurück, überreichte Polke Frowein-Lyasso eines der auf seinen Leinwänden entstandenen Bilder für seine stetig wachsende Sammlung. Zwischen den beiden entwickelte sich nachfolgend eine intensive Freundschaft. Polke hinterließ im Tutti Paletti auch eine kleine Wandmalerei, in Anspielung auf eine Person zeichnete er mit Bleistift eine Kartoffel und schrieb darunter Kartoffeldenkmal.
1991 gelang es den Kölner Künstlern Jo Oberhäuser und Cornel Wachter, mehrere Kölner Maler dazu zu bewegen, Tutti Paletti-Ditta zu Ehren seines zehnjährigen Wirkens im Tutti Paletti ein gemeinsames Bild zu malen. Die meisten der zuvor genannten Künstler beteiligten sich daran, Polke hinterließ eine Ameise, die mühselig einen Pfennig rollt und nannte sein Werk in Anspielung an Dieters Kleingeldkasse Der Pfennigfuchser. Folgende Künstler nahmen in dieser Reihenfolge an dem Projekt teil: Jo Oberhäuser, Robert Fährmann, Hans-Peter Adamski, Kurt Ebbers, Dieter Horky, Wolfgang Niedecken, Heribert C. Ottersbach, Jürgen Klauke, Oliver Jordan, Bernhard Patzack, Peter Valentiner, David D. Stern, Dieter Kraemer, Sigmar Polke und das Künstlerduo UnterbezirksDada (Cornel Wachter und Elmar Schmitt).

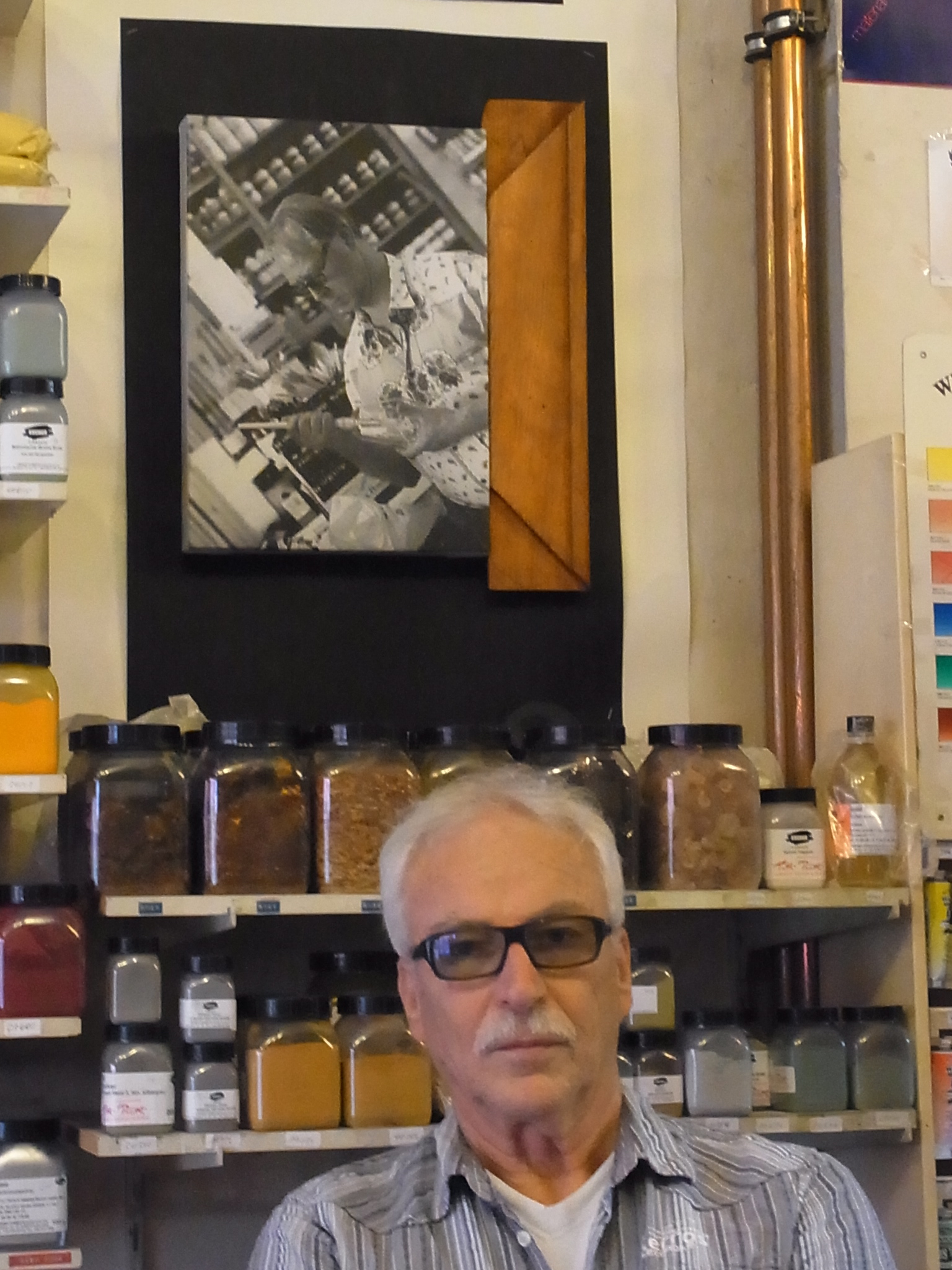
2010 betrauerte Dieter Frowein-Lyasso seinen Freund Sigmar Polke im Tutti Paletti

Als die Bankenkrise 2008 den Künstlern und Restauratoren das Wasser abgrub, war es Polke, der durch Großeinkäufe das Überleben seines Lieblingsladens sicherte. Als Polke 2010 starb, ehrte Dieter Frowein-Lyasso seinen Freund durch ein Objektkunstwerk mit einer integrierten Fotografie Polkes, dieses installierte er mittig auf der Ladenlangwand.
In der Walburgisnacht 2013 feierte Dieter Frowein-Lyasso in seinem Laden Abschied vom Tutti Paletti. Etwa 100 ehemalige Kunden und Freunde sagten Ade, manche kamen dafür von weit angereist.

### Nach Tutti Paletti
Das Kartoffeldenkmal wurde von einem Restaurator mit der Intonaccoschicht des Putzes ausgebaut und ging später in Privatbesitz über.
Dieter Frowein-Lyasso hatte sich schon während seiner Tutti-Paletti-Zeit für das Theater der Keller engagiert. Diese Aktivität nahm er nun verstärkt wahr. Täglich schrieb er an seiner Autobiografie, die er aber nicht mehr vollendete. Am 17. Oktober 2013 starb er in seiner an eine Galerie erinnernden Wohnung an einem Herzinfarkt.
Die Kindergruppe der Theaterschule widmete am 23. Oktober 2013 Dieter Frowein-Lyasso zum Gedenken eine Aufführung.
Das Theater der Keller änderte anlässlich des Todes von Dieter Frowein-Lyasso die Titelseite ihrer Website und schrieb ihm einen Nachruf.

### Liste der Künstler, die sich 1993 an dem Bild beteiligt haben
- Jo Oberhäuser
- Robert Fährmann
- Hans-Peter Adamski
- Kurt Ebbers
- Dieter Horký
- Wolfgang Niedecken
- Heribert C. Ottersbach
- Jürgen Klauke
- Oliver Jordan
- Bernd Patzack
- Peter Valentiner
- David D. Stern
- Dieter Kraemer
- Sigmar Polke
- Der UnterbezirksDada = Cornel Wachter und Elmar Schmitt

## Werke
- Dieter Frowein-Lyasso, in: Jürgen Hans Grümmer. Maler und Bildhauer [für die erste posthume Werkausstellung im Kunsthaus Rhenania in Köln, 2. Oktober 2010 bis 17. Oktober 2010] Hrsg. von Judith Grümmer. Mit Beiträgen von Jürgen Becker (Schriftsteller), Conny Czymoch, Dieter Frowein-Lyasso, Thomas Hackenberg, Christopher Schroer und Jo Schulte-Frohlinde. Die Neue Sachlichkeit, Lindlar 2010. ISBN 978-3-942139-09-0.
- Dieter Frowein-Lyasso, in: Cornel Wachter(Herausgeber) Ich fand Kunst doof und gemein – Mein erstes Kunsterlebnis. Mit Beiträgen von Dieter Frowein-Lyasso, Marietta Slomka, Robert Wilson, Jürgen Becker, Dirk Bach, Gereon Krebber u. a. Verlag Seemann-Hentschel Leipzig 2012, ISBN 978-3-86502-290-5.